# Clavariaceae

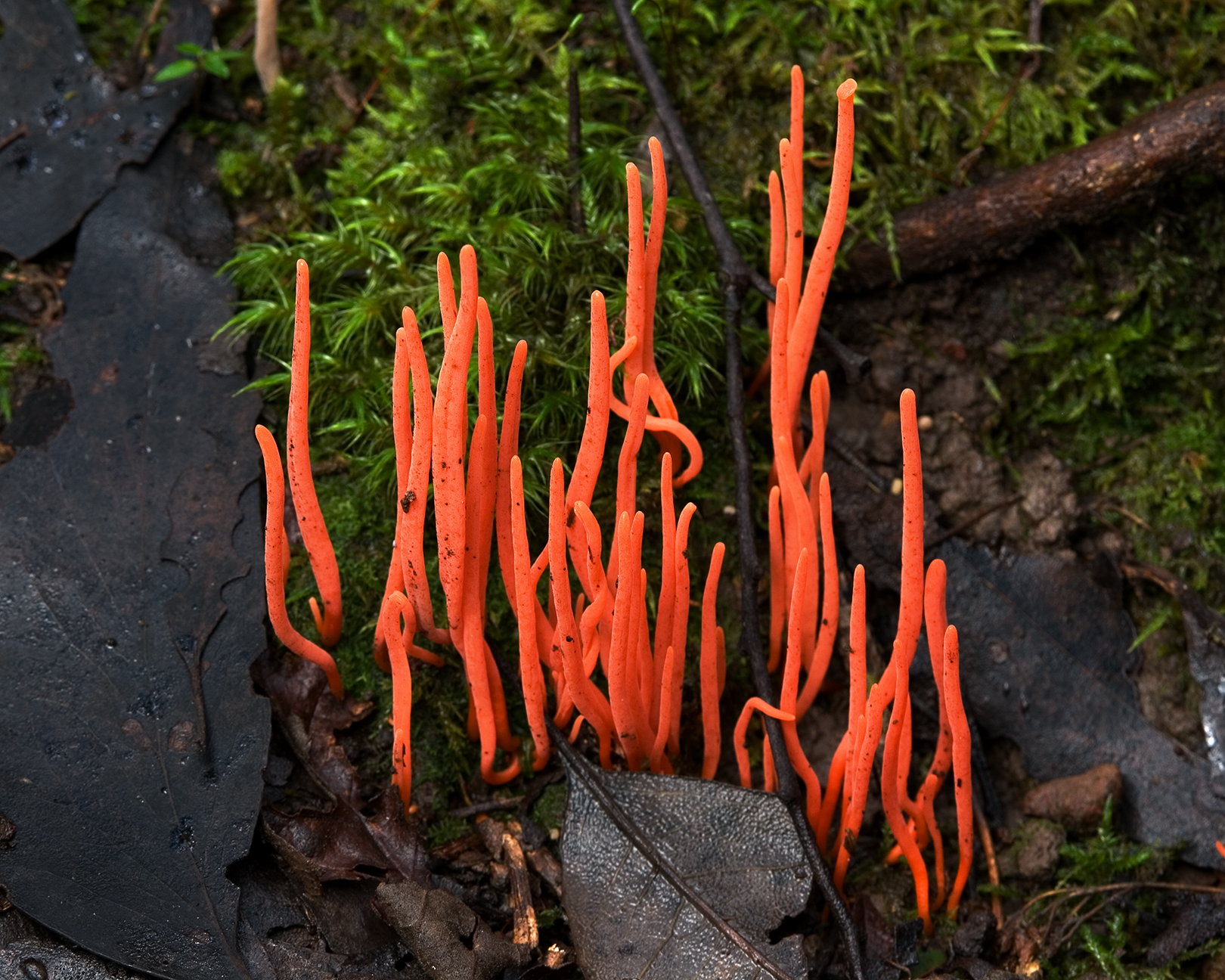
Clavulinopsis corallinorosacea, parque nacional Monte Field, Tasmania, Australia.

Clavariaceae, también llamadas setas coral, es una familia de setas en el orden Agaricales, que recibe su nombre debido a su crecimiento parecido al coral.
Inicialmente todos clasificados en el género conocido como Clavaria, fueron divididos en varios géneros incluyendo Clavicorona, Clavulina, Clavulinopsis, Macrotyphula, Ramaria y Ramariopsis.
Algunas especies similares superficialmente no están tan relacionadas como puedan parecer, los géneros Clavariadelphus, Ramaria y Clavulina pertenecen a la familia Gomphaceae, los géneros Scytinopogon y Lentaria pertenecen a la familia Thelephorales, mientras que el género Calocera es un organismo enteramente diferente de la clase Dacrymycetes.
Las Clavariaceae pueden ser similares en apariencia a hongos gelatinosos. A menudo tienen colores brillantes, principalmente naranjas, amarillos o rojos, y normalmente crecen en bosques antiguos. Algunas de estas setas son saprófagas de madera caída, mientras que otras son comensales o incluso parásitas.
Algunas de estas setas son comestibles, aunque deben ser recogidas de jóvenes, cuando son viejos se vuelven fibrosos o secos y maderosos. De algunos de ellos (como Ramaria flava) se ha informado que tienen fuertes efectos laxantes aunque son de sabor agradable. Algunos de ellos son demasiado pequeños para ser recogidos. Sin embargo, algunas especies son venenosas provocando síntomas gastrointestinales agudos después de su consumo. Estas variedades venenosas incluyen a Ramaria pallida y  Ramaria formosa. R. flavobrunnescens ha sido responsable de varias muertes de ganado en Brasil.